# Ratherius
Ratherius Veronensis, Rathier vagy Raterio di Verona (Liège, 887-890 – Namur, 974. április 25.) tanár, író, lobbes-i apát, majd Verona és Liège püspöke. Bonyolult személyisége és politikai tevékenysége miatt száműzetésre és gyakori vándorlásra kényszerült.

## Életrajz
887-890 körül született egy liège-i család egyetlen fiaként. Szülei elküldték a Hainaut (tartomány) Lobbes megyei bencés apátságba, ahol szorgalmasan tanult, majd szerzetes lett. Már fiatalon nyughatatalannak, nehézkesnek, ambiciózusnak és túlságosan buzgónak érezte magát. Ennek következtében szigorú ortodoxiája, széleskörű tanultsága és jó magatartása ellenére nehézségekbe ütközött minden nehezen elért pozíciójában, és sehol sem tudott tartós sikereket elérni. Életét hiábavalónak érezte.
Amikor Hilduin, lobbes-i apát 926-ban Itáliába utazott, kíséretében Ratheriust is magával vitte. Hilduin unokatestvére Hugó itáliai király volt, akitől sok nehézség árán Ratherius 931-ben megkapta a veronai egyházmegyét. Még csak két éve volt püspök, máris összekülönbözött egyházmegyéje korifeusaival és a királlyal, aki elfogatta, és börtönbüntetése letöltésére Comóba vitette. 939-ben onnan Provence-ba szökött, ahol egy nemes családnál tanítóskodott, míg 944-ben vissza nem tért lobbes-i apátságába. Még püspökként egyszer megjegyezte, hogy ha érvényesítené az egyházjogot az egyházi szertartásokat kiszolgáltató, valójában becstelen emberekkel szemben, akkor végül az egyház szolgálatában már csak gyermekek maradhatnának. Ráadásul, ha az előírt kánonokat e gazemberek ellen bevetné, még őt zárnák ki hivatalából. 934-ben pl. elítélően szólt azokról az egyházi vezetőkről, akik a divatnak hódolva „a papi kalapot a magyar söveggel cserélik fel.”
946-ban visszatért Itáliába, és miután egy ideig II. Berengár itáliai királynak, Hugó riválisának foglya volt, visszajutott Veronába. A nehézségek ezúttal olyan nagyok voltak, hogy két év után Németországba kellett menekülnie, ahol városról városra vándorolt. Részt vett Sváb Liudolf expedíciójában, aki I. Ottó német-római császár fia volt, de ez nem volt elég ahhoz, hogy képes legyen helyreállítani egyházmegyei hivatalát, így 952-ben visszatért Lobbes-ba. 953-ban innen Brúnó kölni érsek meghívta tanítani a kölni tudósiskolába, a későbbi egyetem elődjébe, és átadta neki a liège-i egyházmegyét. Azonban már 955-ben a nemesség ellene történt lázadása arra kényszerítette, hogy elhagyja a püspökségét, és ezúttal az Aulne-apátságba vonult vissza. Ottó császár 962-ben visszahelyezte veronai püspöki székébe, de hét év állandó harcai és nehézségei után megint kénytelen volt lemondani. 968-ban ismét Lobbes-be ment, ahol akkora lázadást szított Folcuin (Folquin) apát ellen, hogy Liège püspöke, Notker kénytelen volt beavatkozni. 972-ben Ratherius visszatért Aulne-ba, ahol 974-ben, Namurban bekövetkezett haláláig maradt.
Művei annyira rendezetlenek, mint amilyen viharos az élete volt. Bár stílusa zavaros és nem mindig egyértelmű, szövegei általában különleges alkalmakra utalnak, főként pamfletek és röpiratok ellenfelei ellen. Panaszkodott az őt ért támadások miatt is. Miután Paviában bebörtönzték, megírta a Praeloquiát, a szent és a profán életről szóló értekezést, amelyben az olasz püspökökről ír hat könyvben, kritizálva kora összes társadalmi rétegét.
Ratherius jó prédikátor is volt: egyik erőssége a régi ötletek felújítása. Gyakran használt meséket, hogy prédikációit átlagos intelligenciával is megértsék, ellene volt a dagályos retorikának.

## Művei

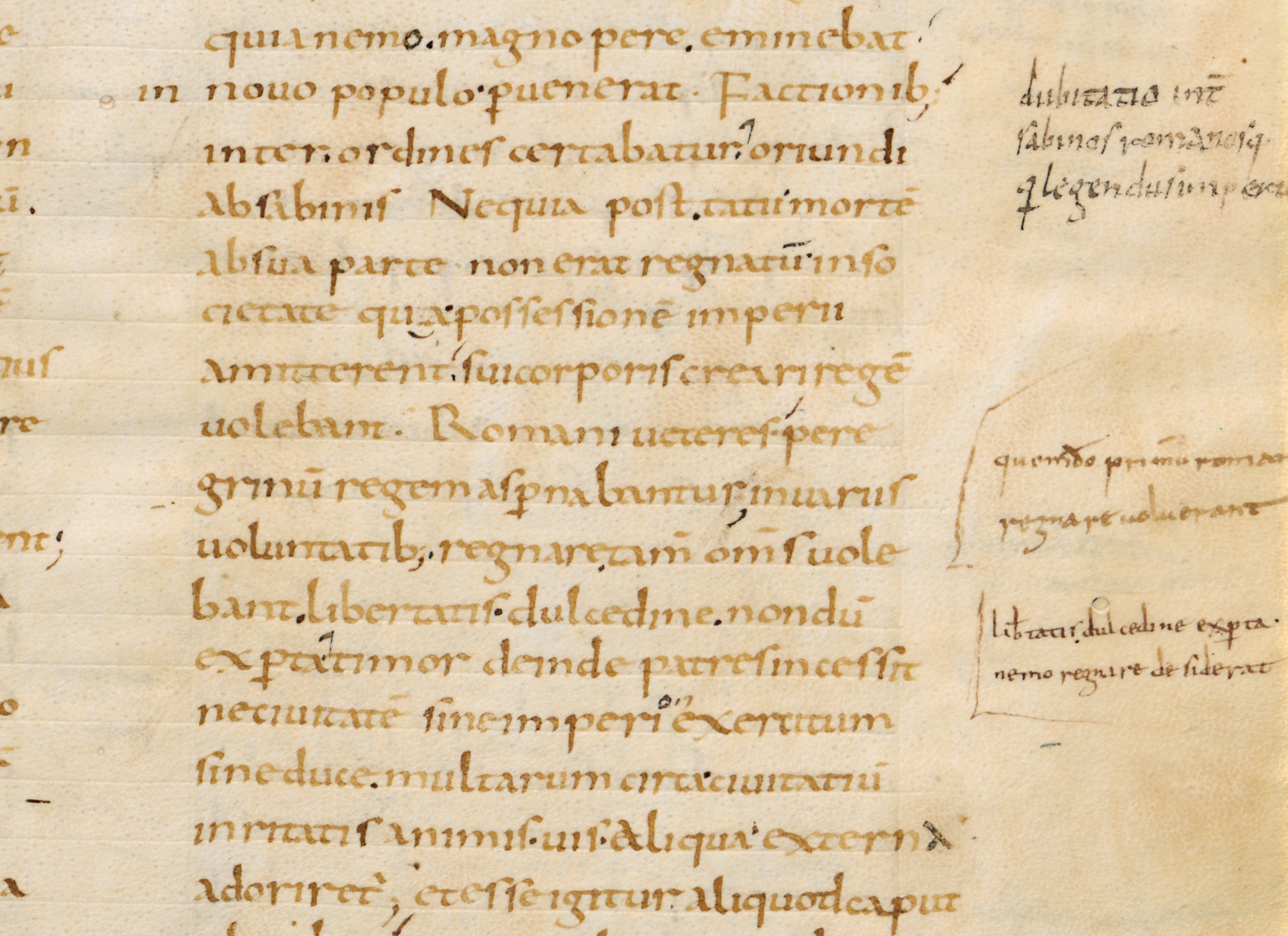
Részlet egy 10. századi Titus Livius kéziratból, amelynek lapszéli jegyzeteit a veronai püspök, Ratherius írta

Alkalmi beszédek, véd- és vádiratok, intelmek Önvallomása (Confessio) mellett.
- Conclusio deliberativa, Phrensis (tizenkét könyvet írt a későbbi viszályok miatt elhagyni kényszerült veronai püspöksége alatt, mind a Liège-i Egyházmegye védelmében)
- Dialogus confessionum, Qualitatis conjunctura, meggondolatlan önvád
- De contemptu canonum, Synodica, Discordia inter ipsum et clericos, Liber apologeticus, kora egyházi személyiségei ellen, és önmaga védelmében, a Patrologia Latina, CXXXVI. fejezetében olvashatók. Az utókor néhány prédikációját és levelét is megőrizte. Ezeket a munkákat a Balerini testvérek adták ki (Verona, 1765), ugyanazt a változatot, amelyet Jacques Paul Migne a Patrologia Latina 136. kötetében adott ki. Még nem publikált levelei a Studi e documenti di storia e diritto című könyvben találhatók meg (1903, 51-72).

## Fordítás
Ez a szócikk részben vagy egészben  a   Ratherius című angol Wikipédia-szócikk ezen változatának fordításán alapul.  Az eredeti cikk szerkesztőit annak laptörténete sorolja fel. Ez a jelzés csupán a megfogalmazás eredetét és a szerzői jogokat jelzi, nem szolgál a cikkben szereplő információk forrásmegjelöléseként.